# Torre de Lamberti
La torre de Lamberti (del italiano: Torre dei Lamberti) es una antigua torre civil medieval ubicada en la ciudad de Verona, en la región Véneto (norte de Italia). Se trata de una torre de 84 m de altura, cuya construcción se inició en el año 1172, en mayo de 1403 fue golpeada por un rayo, pero solo a partir del año 1448 se iniciaron obras de restauración, las cuales duraron hasta 1464. Durante las mismas, la torre fue ampliada: las secciones más recientes se pueden reconocer hoy por el uso de diferentes materiales (como el mármol). El gran reloj fue añadido posteriormente en el año 1779.
La torre tiene dos campanas: la más pequeña, conocida como Marangona, señala los incendios y las horas del día, mientras que la más grande, llamada Rengo, se utilizaba para llamar a la población a las armas o para invocar los consejos de la ciudad.
Hoy en día, la torre está abierta al público, y se puede llegar a la cima a través de las escaleras o en ascensor, disfrutando de la vista panorámica de la ciudad.

## Galería

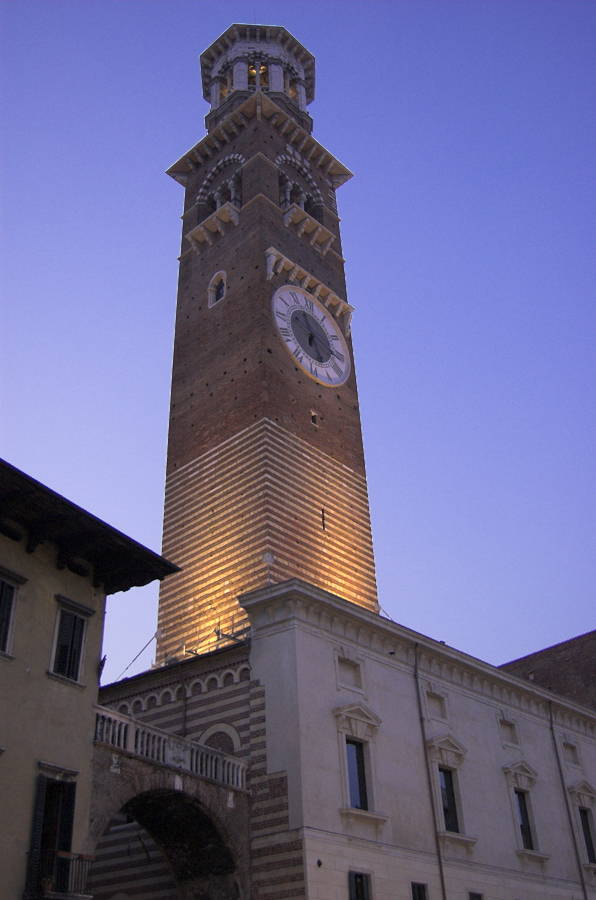
Vista nocturna.
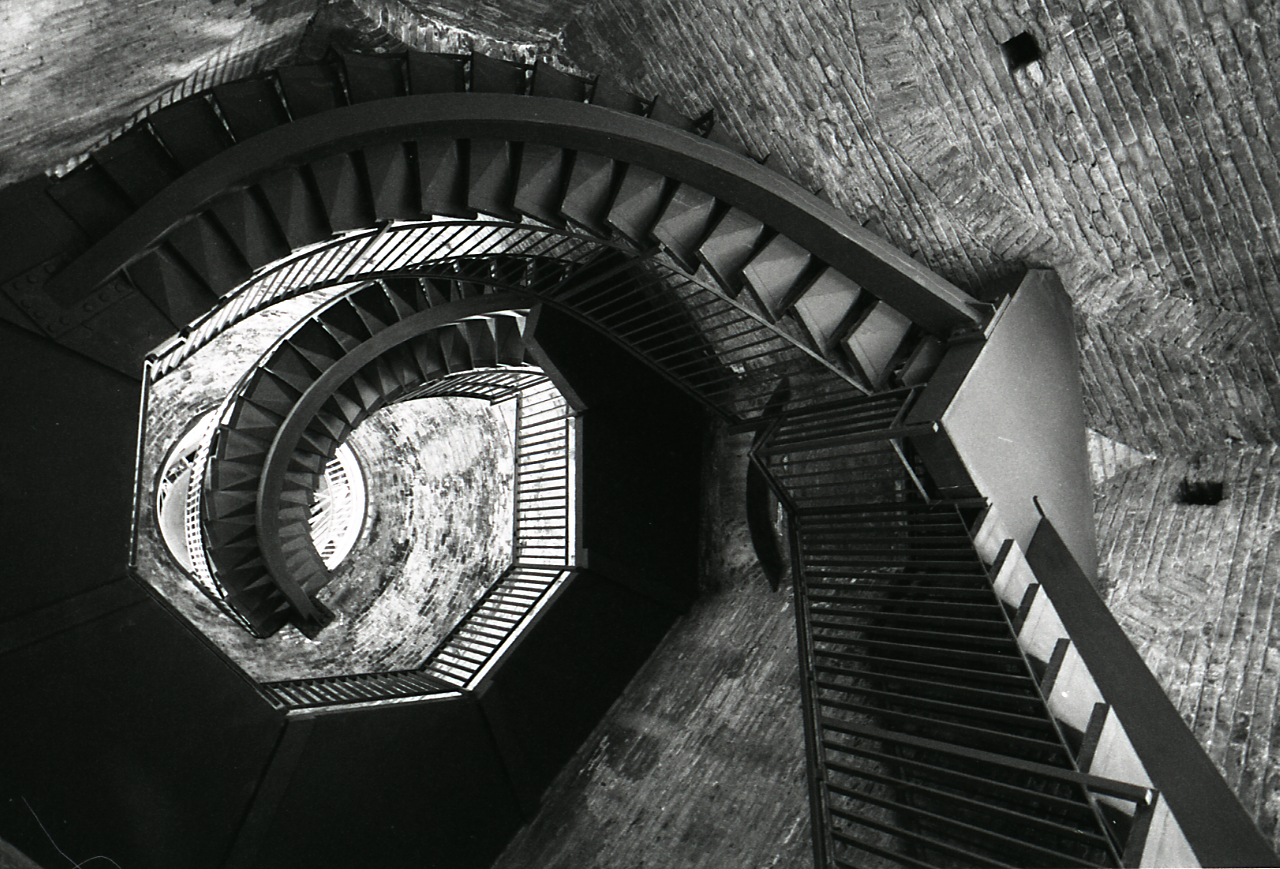
La escalera de caracol en la torre. Foto de Paolo Monti, 1972.